# Claus-Christian Carbon

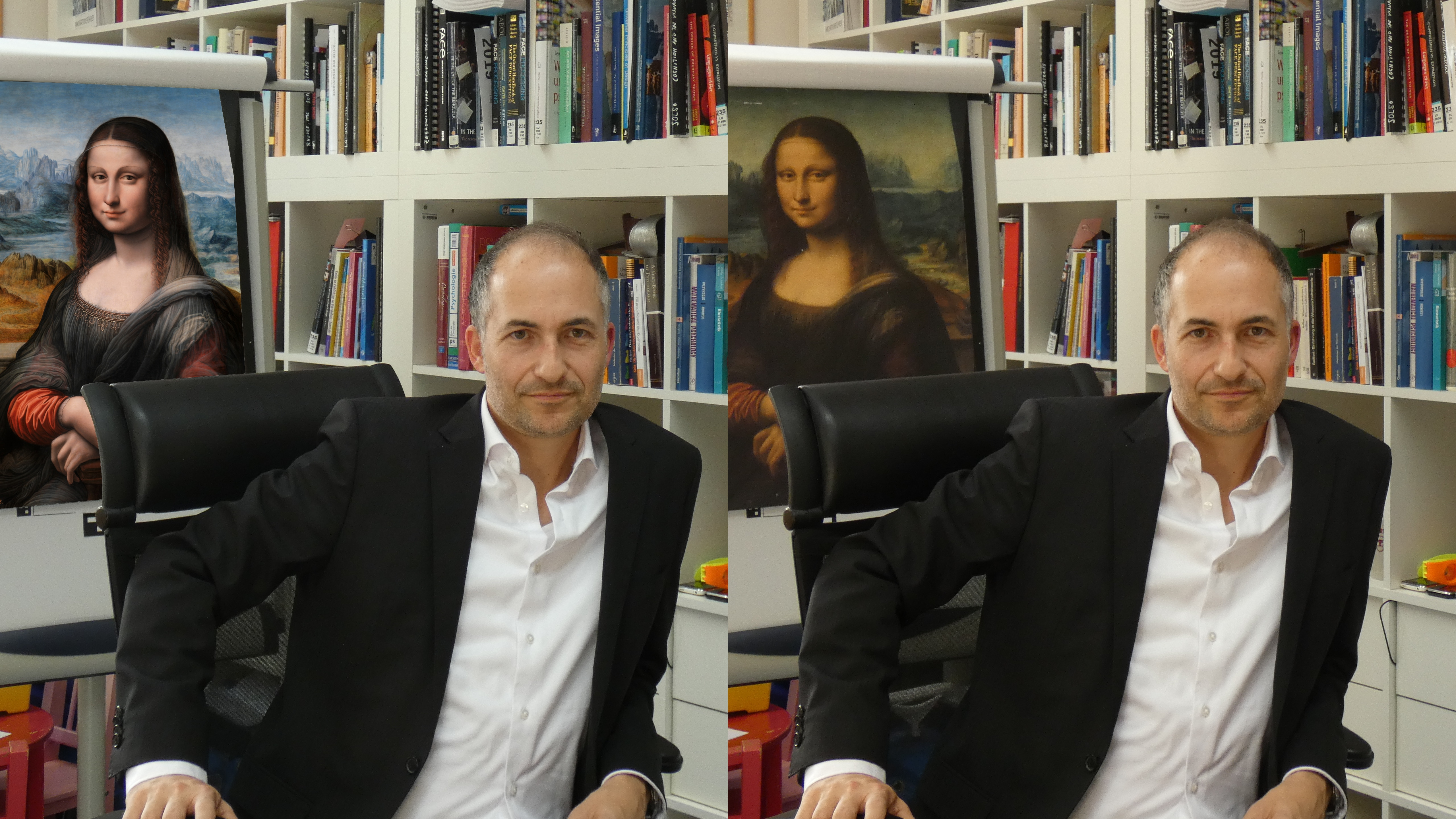
Claus-Christian Carbon in Bamberg vor der Mona Lisa

Claus-Christian Carbon („CCC“; * 23. März 1971 in Schweinfurt) ist ein deutscher Psychologe und seit 2008 Inhaber des Lehrstuhls für Allgemeine Psychologie und Methodenlehre an der Otto-Friedrich-Universität Bamberg.

## Leben
Carbon studierte Psychologie (Dipl.-Psych.) und später Philosophie (M.A.) an der Universität Trier. Carbon arbeitete ab 1998 als Unternehmensberater in Berlin. Ab 2001 widmete er sich seiner Promotion im Fach Psychologie (Dissertationsthema „Face Processing: early processing in the recognition of faces“), die er im Jahre 2003 an der FU Berlin abschloss. Nach wissenschaftlichen Tätigkeiten an der FU Berlin und TU Dresden, wechselte er als Universitätsassistent an die Universität Wien, wo er im Jahre 2006 die Venia Docendi (Lehrberechtigung) für das Gesamtfach Psychologie für seine Habilitationsschrift „On the processing and representation of complex visual objects“ erhielt.
Er arbeitete als Post-Doktorand (Post-Doc) an der Universität Glasgow und als Gastprofessor an der Universität Warschau (Polen), TU Delft (Niederlande) und Universität Pavia (Italien). Im Jahre 2008 wechselte er auf den Lehrstuhl für Allgemeine Psychologie und Methodenlehre am Institut für Psychologie an der Otto-Friedrich-Universität Bamberg.

## Forschung
Carbons Forschungsschwerpunkte in der Grundlagenforschung liegen in den Bereichen Wahrnehmung, insbesondere der Empirischen Ästhetik, Visuelle Täuschungen, Gestaltwahrnehmung und der Verarbeitung von Gesichtern, sowie der kognitiven Adaptationsfähigkeit und der Kognitiven Kartenforschung. Anwendungsorientierte Forschungsarbeiten betreffen die Vorhersage von Gefallen im Konsumentenbereich, Raumwirkung, Kognitive Ergonomie, User Experience (UX), Ambient Assisted Living (AAL), Aufmerksamkeit im Straßenverkehr und InnovationLeadership.

## Mitgliedschaften und Funktionen
Carbon ist Editor-in-Chief der wissenschaftlichen Fachzeitschrift Art & Perception, ist Section Editor von Perception und i-Perception und Associate Editor der wissenschaftlichen Fachzeitschriften Frontiers in Psychology und Frontiers in Neuroscience. Zudem ist er Consulting Editor der Zeitschrift Musicae Scientiae und Mitglied im Editorial Board von Advances in Cognitive Psychology, Sage Open, Open Psychology und Leadership, Education, Personality. Er ist Mitglied der Deutschen Gesellschaft für Psychologie (DGPs) und der Psychonomic Society. Carbon übernahm außerdem Gutachtertätigkeiten für Forschungsförderungseinrichtungen und Stiftungen und für wissenschaftliche Fachzeitschriften. Im Jahre 2013 gründete er die Bamberger Graduiertenschule für Affektive und Kognitive Wissenschaften (BaGrACS), die er seitdem leitet. Von 2021 bis 2023 war er Dekan der Fakultät für Humanwissenschaften. Seit 2023 ist er ordentliches Mitglied der Europäischen Akademie der Wissenschaften und Künste.